# 陽森
陽森（改名陽卓勳；1981年3月25日—），台灣前職業棒球員。曾效力於台灣大聯盟台中金剛與中華職棒統一7-ELEVEn獅隊。守備位置原為游擊手，自2005年起以二壘手為主。左撇子，左打者，但為了防守多個位置需求而練習右投。

## 生平
陽森出生於臺東縣。他在臺南縣開始棒球培育，先後就讀善化國小、永仁國中、善化國中、善化高中。
- 合作金庫棒球隊
- 台灣大聯盟台中金剛隊（2000年－2001年)
- 國軍棒球隊

陽森經由誠泰Cobras選秀選進為代訓球員。結束後，Cobras以他和統一獅交易至許聖杰。
2004年7月21日，擊出個人在中華職棒生涯首支全壘打，投手為兄弟象橫田久則。
2004年9月2日，統一獅在台中球場出戰興農牛，陽森從投手金勇手中擊出中華職棒生涯第一支首局首打席全壘打。
2005年，陽森個人獎項大豐收，不僅入選明星賽，還以121支安打榮膺安打王，25次盜壘成功以較佳成功率壓過朱鴻森再獲盜壘王，也成為該季最佳十人。
2006年入選第一屆世界棒球經典賽國手名單。
大橋穰執教統一獅期間，以嚴格的治軍態度要求球隊守備，讓陽森遭遇到非常掙扎的低潮，不僅防守頻頻失誤，甚至連打擊都開始患得患失，導致一度被下放二軍。
2007季中，日籍教練團因戰績不佳與溝通不良導致氣氛低迷而被球團集體辭退，以獅隊名宿呂文生為首的本土教練團接掌兵符，陽森再度獲得重用，他也以手套和球棒牢牢抓住再一次的機會，成為統一獅三連霸王朝不可或缺的主力之一。
2007年7月10日，擊出生涯首支滿貫全壘打，投手為誠泰COBRAS隊的傑樂米。
2007年7月份獲選為單月打擊最有價值球員。
2008年8月2日，面對La New熊隊，九局下半面對投手飛鵬（J.B）擊出個人生涯第500支安打。
2008年中華職棒年度頒獎典禮，最佳二壘手獎項，在只有陽森一人入圍的情況下，所幸最終並無從缺，因而達成了最佳二壘手四連霸。
2009年開季前，統一獅向陽森開出一紙3年1044萬元複數年合約以資肯定，但2010年底，統一球團查到他與組頭的借貸關係，認定有損球團名譽，以此為由開除並不支付最後一年的360萬。
根据CGTN近期采访，阳森于2017年接受在南京就任棒球教练的朋友邀请，前往中国大陆执教。在南京、上海等地组建有属于自己的棒球俱乐部，现居上海。

## 職棒生涯成績

### 台灣大聯盟
| 職棒年度 | 所屬球隊 | 出賽 | 打數 | 打點 | 得分 | 安打 | 二壘打 | 三壘打 | 全壘打 | 四死 | 三振 | 盜壘 | 打擊率 |
| -------- | -------- | ---- | ---- | ---- | ---- | ---- | ------ | ------ | ------ | ---- | ---- | ---- | ------ |
| 2000年   | 台中金剛 | 83   | 337  | 24   | 58   | 85   | 13     | 4      | 2      | 31   | 53   | 19   | 0.252  |
| 2001年   | 台中金剛 | 58   | 229  | 29   | 46   | 64   | 12     | 2      | 2      | 26   | 34   | 15   | 0.279  |
| 合計     | 2年      | 141  | 566  | 53   | 104  | 149  | 25     | 6      | 4      | 57   | 87   | 34   | 0.263  |

### 中華職棒
- (粗黑體字為該年度最佳或最高成績)

| 年度 | 球隊   | 出賽 | 打數 | 安打 | 全壘打 | 打點 | 得分 | 盜壘 | 四死 | 被三振 | 壘打數 | 雙殺打 | 打擊率 | 上壘率 | 長打率 | 整體攻擊指數 |
| ---- | ------ | ---- | ---- | ---- | ------ | ---- | ---- | ---- | ---- | ------ | ------ | ------ | ------ | ------ | ------ | ------------ |
| 2004 | 統一獅 | 100  | 396  | 116  | 4      | 47   | 63   | 19   | 52   | 58     | 152    | 0      | 0.293  | 0.372  | 0.384  | 0.756        |
| 2005 | 統一獅 | 100  | 401  | 121  | 1      | 43   | 59   | 25   | 53   | 66     | 156    | 10     | 0.302  | 0.382  | 0.389  | 0.771        |
| 2006 | 統一獅 | 87   | 339  | 91   | 6      | 41   | 48   | 11   | 41   | 49     | 127    | 6      | 0.268  | 0.345  | 0.375  | 0.720        |
| 2007 | 統一獅 | 94   | 341  | 101  | 8      | 65   | 67   | 8    | 58   | 69     | 142    | 10     | 0.296  | 0.396  | 0.416  | 0.812        |
| 2008 | 統一獅 | 76   | 269  | 82   | 1      | 40   | 47   | 2    | 42   | 54     | 109    | 3      | 0.305  | 0.394  | 0.405  | 0.799        |
| 2009 | 統一獅 | 63   | 187  | 45   | 2      | 20   | 31   | 1    | 39   | 48     | 60     | 4      | 0.241  | 0.368  | 0.321  | 0.689        |
| 2010 | 統一獅 | 34   | 98   | 22   | 1      | 4    | 9    | 0    | 9    | 23     | 30     | 3      | 0.224  | 0.284  | 0.306  | 0.590        |
| 合計 | 7年    | 554  | 2031 | 578  | 23     | 260  | 324  | 66   | 294  | 367    | 776    | 36     | 0.285  | 0.372  | 0.382  | 0.754        |

## 外部連結
- 陽森在台灣棒球維基館上的頁面（繁體中文）
- 陽森在中華職棒
- 陽森在Baseball-Reference.com（小聯盟以及海外聯盟）（英语）

| 前任： 彭政閔 | 中華職棒安打王 2005年                | 繼任： 張泰山 |
| 前任： 鄭兆行 | 中華職棒盜壘王 2005年                | 繼任： 余賢明 |
| 前任： 黃忠義 | 中華職棒最佳十人獎二壘手 2005~2008年 | 繼任： 從缺   |
| 前任： 馮勝賢 | 中華職棒金手套獎二壘手 2007年        | 繼任： 朱鴻森 |